# هاميش ستيوارت
هاميش ستيوارت (بالإنجليزية: Hamish Stuart)‏ هو عازف قيثارة وموسيقي ومنتج أسطوانات ومغني وكاتب أغاني وملحن بريطاني، ولد في 8 أكتوبر 1949 في غلاسكو في المملكة المتحدة.

## وصلات خارجية
- هاميش ستيوارت على موقع IMDb (الإنجليزية)
- هاميش ستيوارت على موقع ميوزك برينز (الإنجليزية)
- هاميش ستيوارت على موقع أول ميوزيك (الإنجليزية)
- هاميش ستيوارت على موقع ديسكوغز (الإنجليزية)